# コノート
コノート（愛: Connachta / Cúige Chonnacht、英: Connacht / Connaught）は、アイルランド島の北西部に位置する地方。コナハト、コンノートとも呼ばれるが、アイルランド現地の音に最も近いのはコナハトである。コノートとはコンの子孫の国を意味する。

## 構成県
コノート地方は以下の5県で構成される。
- ゴールウェイ県
- リートリム県
- メイヨー県
- ロスコモン県
- スライゴ県

地方の中心は南部のゴールウェイ市と北部のスライゴ市である。2011年人口は約54.3万人で、4つの地方の中で最小である。
現在もアイルランド語が一部の地域（ゲールタハト）で話されている。